# حبيل عابس (حزم العدين)

تعديل مصدري - تعديل

حبيل عابس محلة تابعة لقرية المجاهدة، التابعة لعزلة المجاهدة بمديرية حزم العدين إحدى مديريات محافظة إب في الجمهورية اليمنية، بلغ تعداد سكانها 174 حسب تعداد اليمن لعام 2004.